# Lutring... réveille-toi et meurs
Pour plus de détails, voir Fiche technique et Distribution.
Lutring... réveille-toi et meurs (titre original : Svegliati e uccidi) est un film franco-italien réalisé par Carlo Lizzani, sorti en 1966, avec Robert Hoffmann, Lisa Gastoni et Gian Maria Volonté dans les rôles principaux. Ce film est inspiré par la vie du criminel italien Luciano Lutring, un braqueur de banques ayant sévi en France et en Italie dans les années 1960.

## Synopsis
Dans les années 1960, le jeune Luciano Lutring (Robert Hoffmann), lassé de son existence minable (il travaille dans une laiterie) commence une carrière de braqueur de bijouteries. Il fait la rencontre d'Yvonne (Lisa Gastoni), chanteuse de boite de nuit, qui devient sa maîtresse puis sa femme. Elle voudrait qu'il arrête de mener cette vie dangereuse, mais lui au contraire s'y enfonce de plus en plus. Il tente de s'associer avec de gros truands mais ils essaient de lui faire « porter le chapeau » sur un de leurs coups ; Lutring, devenu « ennemi public no 1 » dans la presse, doit fuir à l'étranger. Sa femme, qui craint pour sa vie, décide de traiter avec l'inspecteur Moroni (Gian Maria Volonte). Est-ce bien raisonnable ?

## Fiche technique
- Titre : Lutring... réveille-toi et meurs
- Titre original : Svegliati e uccidi
- Réalisation : Carlo Lizzani
- Scénario : Ugo Pirro et Carlo Lizzani
- Photographie : Armando Nannuzzi
- Montage : Franco Fraticelli
- Musique : Ennio Morricone
- Décors : Franco Bottari
- Société de production : Sanson Film, Castoro Film, C.I.P.R.A.
- Pays d'origine :  Italie et  France
- Langage : Italien
- Format : Couleur
- Genre : Film policier
- Durée : 123 minutes
- Dates de sortie :
  - Italie : 6 avril 1966
  - France : 13 mars 1968
- Affiche : Raymond Elseviers (titre : Lutring... réveille-toi et tue !, Belgique)

## Distribution
- Robert Hoffmann : Luciano Lutring
- Lisa Gastoni : Yvonne Lutring
- Gian Maria Volonté : inspecteur Moroni
- Claudio Camaso : Franco Magni
- Renato Niccolai : commissaire Giuliani
- Pupo De Luca (it) : un policier
- Ottavio Fanfani (it) : le père de Lutring
- Corrado Olmi : Bobino
- Pierre Collet : l'hôtelier (non crédité au générique)
- Emilio Delle Piane (it)
- Aldo Suligoj (it)
- Renato Terra

## Prix et distinctions
- Ruban d'argent de la meilleure actrice en 1967 pour Lisa Gastoni.
- Globe d'or de la meilleure actrice en 1967 pour Lisa Gastoni.

## Autour du film
- Ce film est inspiré par la vie du criminel italien Luciano Lutring, un braqueur de banques ayant sévi en France et en Italie dans les années 1960.

## Sources
- (it) Roberto Poppi et Mario Pecorari, Dizionario del cinema italiano. I film, Rome, Gremesse, 2007 (ISBN 978-88-8440-503-6).
- (it) Andrea Accorsi et Daniela Ferro, Milano criminale, Rome, Newton Compton, coll. « I big Newton », 2015, 352 p. (ISBN 978-88-541-8752-8, lire en ligne).
- Stefano Masi et Enrico Lancia (trad. de l'italien), Les seductrices du cinéma italien, Rome, Gremesse, 1996, 226 p. (ISBN 88-7301-075-X, lire en ligne), p. 121.